# Cantone di Meyrueis
Il Cantone di Meyrueis era una divisione amministrativa dell'arrondissement di Florac.
È stato soppresso a seguito della riforma complessiva dei cantoni del 2014, che è entrata in vigore con le elezioni dipartimentali del 2015.
Comprendeva i comuni di:
- Fraissinet-de-Fourques
- Gatuzières
- Hures-la-Parade
- Meyrueis
- Le Rozier
- Saint-Pierre-des-Tripiers